# Călanu Mic, Hunedoara
Călanu Mic este un sat ce aparține orașului Călan din județul Hunedoara, Transilvania, România.

## Imagini

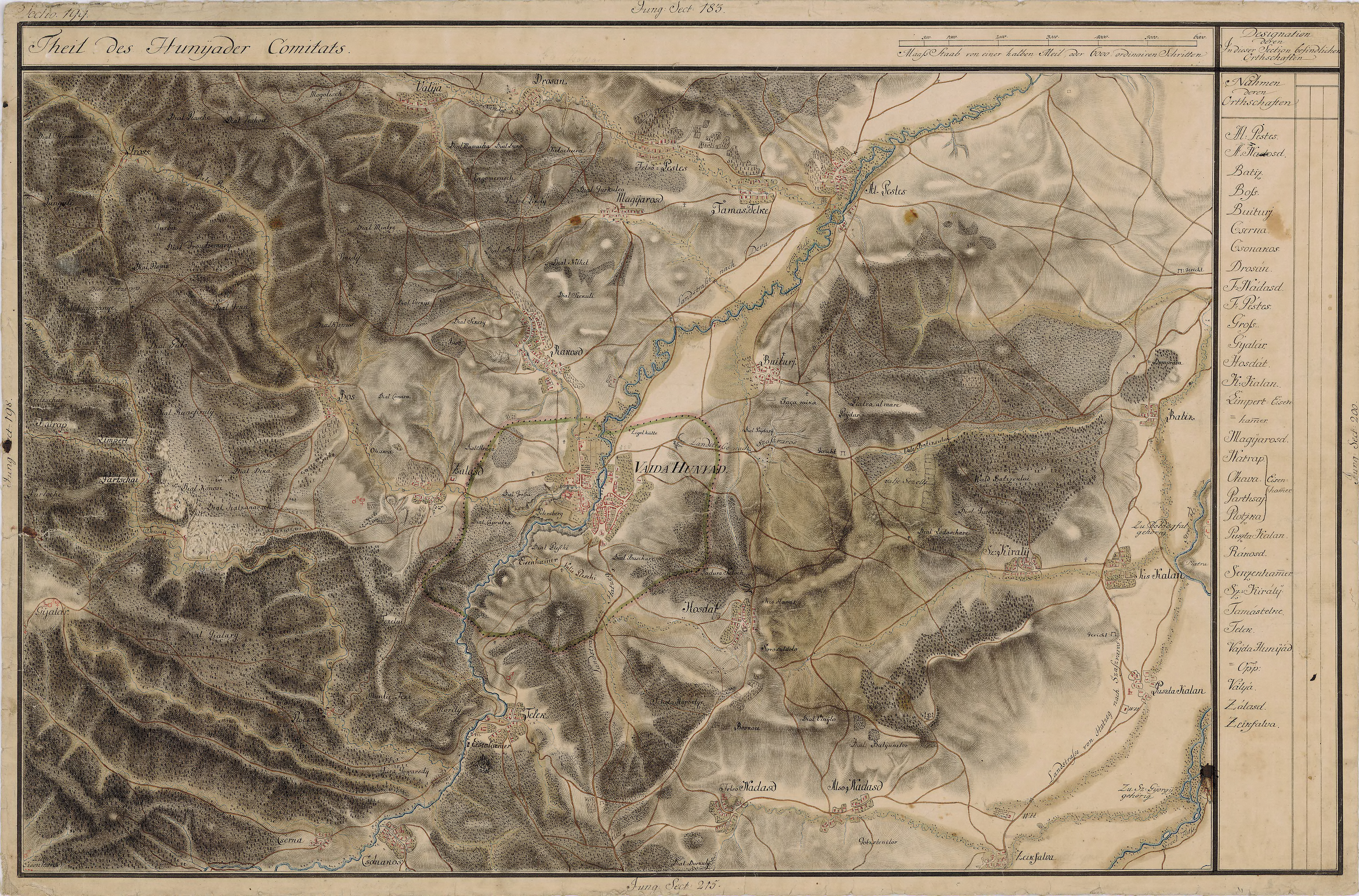
Călanu Mic în Harta Iosefină a Transilvaniei, 1769-1773